# Oidio

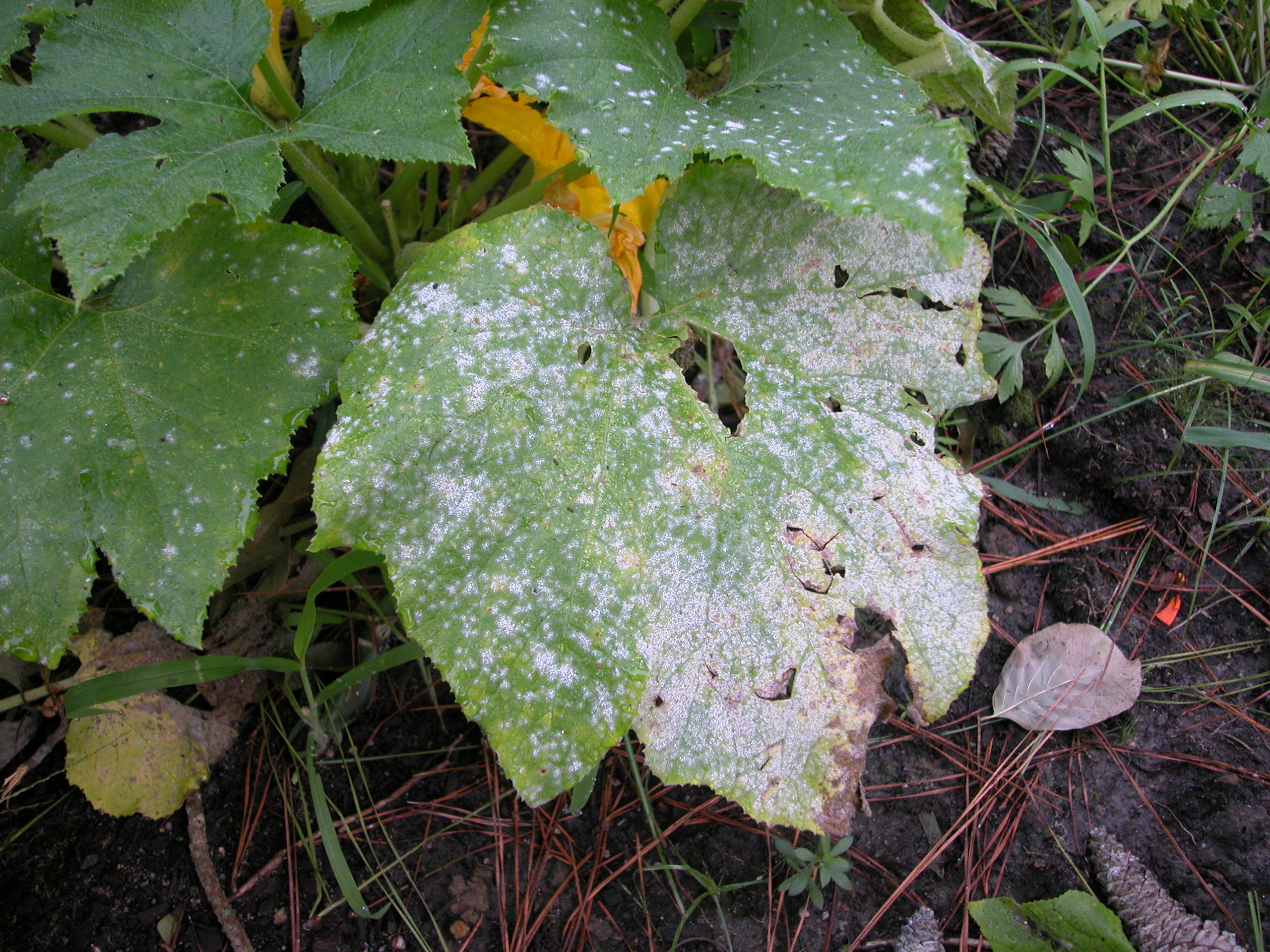
Oidio su foglie di zucca.

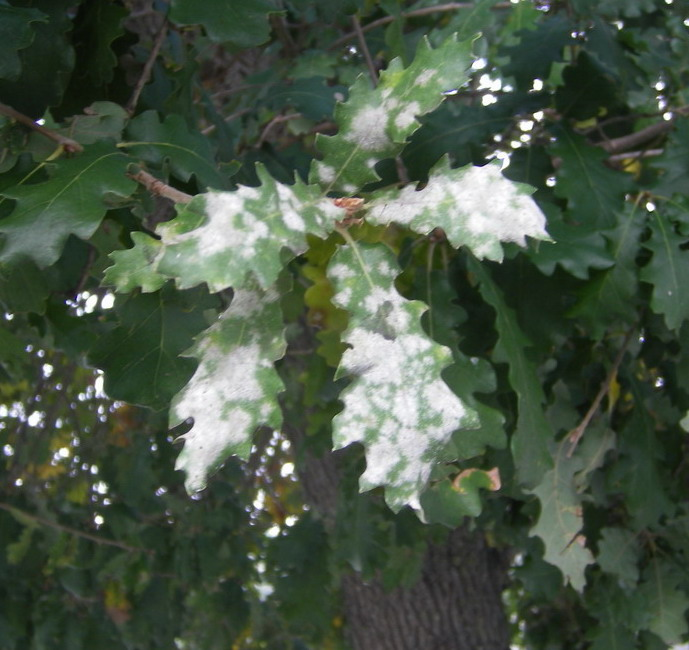
Segni di oidio su Quercia

L'oidio, detto anche mal bianco, nebbia o albugine, è una malattia trofica delle piante causata da funghi Ascomycota della famiglia delle Erysiphaceae nella fase asessuata del ciclo, in passato identificata con il genere di funghi imperfetti Oidium. Caratteristica comune degli Oidium è quella di produrre ife conidiofore terminanti con catene di conidiospore, dette appunto oidiospore.
Il rapporto trofico che lega gli agenti dell'oidio alle piante ospiti è un parassitismo obbligato. La maggior parte delle specie si comporta come ectoparassita, sviluppando un micelio sulla superficie degli organi attaccati. La relazione anatomo-fisiologica che lega il patogeno all'ospite è costituita da austorii che attraversano l'epidermide penetrando nelle cellule del tessuto sottostante. Solo alcune specie, facenti capo ai generi Leveillula e Phyllactinia, penetrano attraverso gli stomi comportandosi in questo caso come ecto-endoparassiti o come endoparassiti.

## Sintomatologia

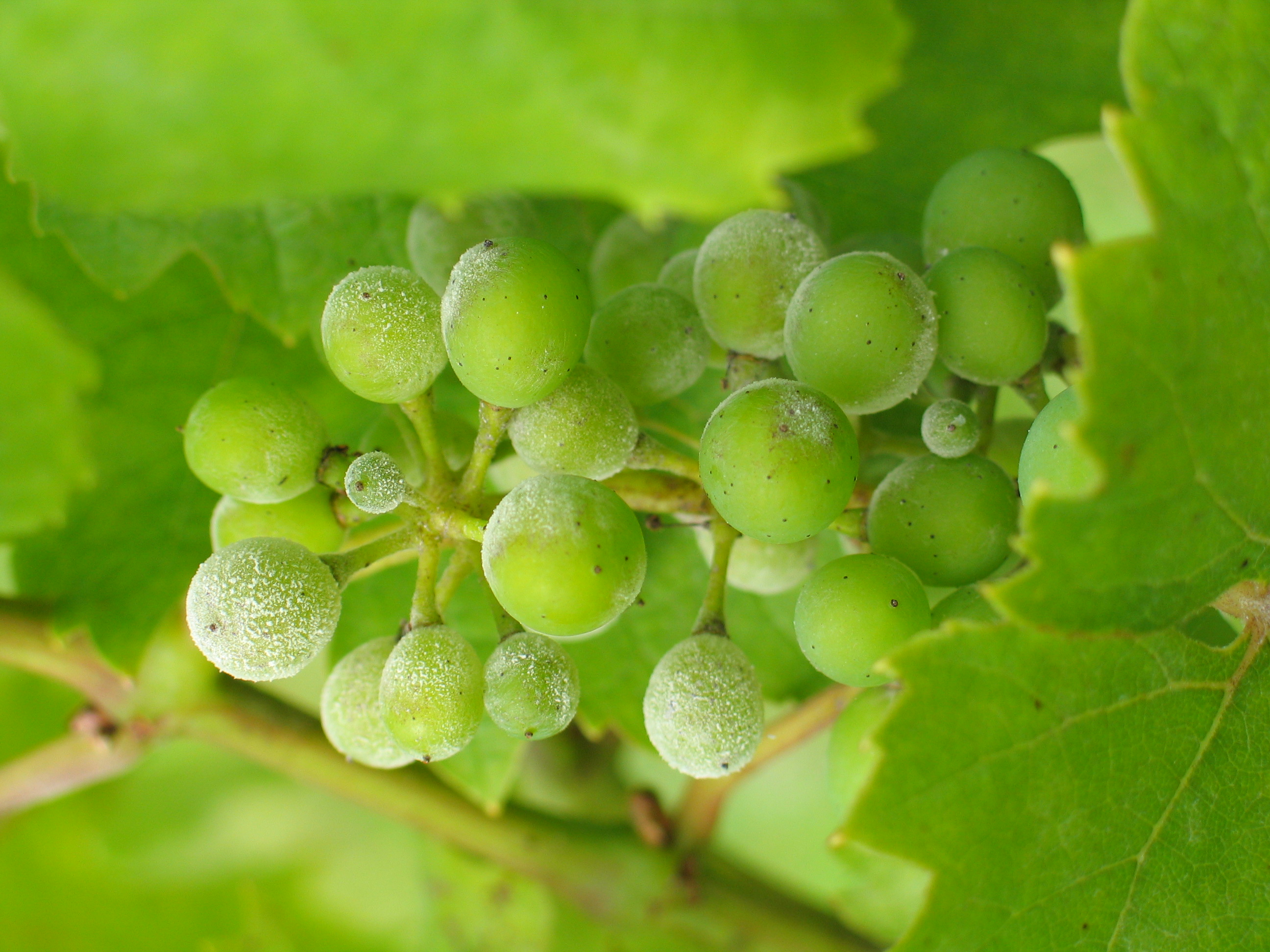
Oidio su grappolo d'uva.

La conseguenza macroscopica del comportamento generale delle Erysiphaceae è la formazione di un feltro, di colore biancastro e di aspetto polverulento, sulla superficie degli organi colpiti, dovuta all'intreccio di ife e all'emissione di un numero elevato di spore.
Gli organi colpiti più frequentemente sono quelli assimilanti o con intensa attività vegetativa, quali le foglie, i germogli erbacei, i frutti in accrescimento. Nel corso dell'attacco, le aree colpite subiscono dapprima una decolorazione, visibile rimuovendo il feltro micelico, poi la necrosi dei tessuti. In seguito alla necrosi si verificano disseccamenti o spaccature, queste ultime soprattutto in organi carnosi. Ad esempio, nella vite, gli acini attaccati dall'oidio, in seguito alle necrosi perdono l'elasticità dell'epidermide e nel corso dell'accrescimento si lacerano favorendo in un secondo momento l'ingresso di altri patogeni, come la Botrytis cinerea.
Attacchi gravi portano al disseccamento degli organi colpiti, al deperimento della pianta fino a giungere, nel caso di piante erbacee, ad un esito letale con la morte dell'intera pianta.

## Fattori predisponenti
La propagazione dell'oidio avviene prevalentemente attraverso le conidiospore e quindi con la riproduzione asessuata. Le condizioni ambientali favorevoli alla moltiplicazione sono le temperature moderate, con optimum a 20-22 °C, minimi termici a 3-4 °C e massimi a 32-34 °C, e, secondo le specie, una moderata umidità relativa. I mal bianchi si sviluppano perciò generalmente in primavera e all'inizio dell'estate, soprattutto in relazione all'intensa attività vegetativa delle piante ospiti. La diffusione delle spore è favorita dal vento, mentre le piogge abbondanti hanno un effetto contrastante in quanto provocano il dilavamento dei miceli dalle foglie.

## Difesa
La difesa chimica contro l'oidio si effettua tradizionalmente con trattamenti a base di zolfo in polvere. Lo zolfo agisce sublimando allo stato di vapore e interferisce con la funzionalità delle membrane e della catena respiratoria devitalizzando le conidiospore al momento della loro germinazione bloccando perciò l'inizio dell'infezione.
Lo zolfo agisce perciò per contatto come prodotto di copertura. Il trattamento deve coprire uniformemente e completamente la superficie da proteggere ed ha scopo esclusivamente preventivo. Infatti, con infestazioni in atto, lo zolfo non ha alcun effetto curativo e tanto meno eradicante.
Per il suo meccanismo d'azione, l'efficacia dello zolfo è strettamente condizionata dalla temperatura e dal grado di finezza della polvere. Per questo motivo si tende sempre più ad abbandonare i trattamenti in polvere, basati su zolfi grossolani, a favore dei trattamenti liquidi, basati su zolfi ventilati o micronizzati. Le temperature minime, sotto le quali lo zolfo non ha efficacia, sono di 18-20 °C per i trattamenti con zolfi grossolani e 10-12 °C per quelli con zolfi fini. Oltre i 30 °C, inoltre, lo zolfo ha in genere effetti fitotossici.
Il pregio dello zolfo consiste nella tossicità virtualmente nulla nei confronti dei mammiferi e di avere un impatto ambientale bassissimo. Non avendo capacità di penetrazione, inoltre, si rimuove facilmente dalla frutta e dagli ortaggi con il semplice lavaggio. Per contro, ha il difetto di essere fitotossico nei confronti di diverse piante agrarie, di non avere efficacia in determinate condizioni e di non avere capacità eradicante. In questi casi si ricorre all'impiego di antioidici di sintesi ad azione sistemica (come la purina Bupirimate) o citotropica, in grado quindi di bloccare le infestazioni in atto e devitalizzare i miceli insediati. Nell'ottica di una difesa sostenibile, a basso impatto ambientale e sanitario, l'uso di questi antioidici deve essere moderato e limitato ai casi di effettiva necessità, al fine di prevenire l'insorgenza di fenomeni di resistenza, l'accumulo di residui nei prodotti, l'impatto nei confronti degli organismi utili, in particolare i fitoseidi predatori.
Pioniere nell'utilizzo dello zolfo come antioidico fu il bolzanino Ludwig von Comini.

## Eziologia
Un aspetto interessante dell'eziologia dei mal bianchi è la stretta relazione fra sistematica e quadro patologico. In passato, i limitati mezzi di indagine ostacolavano l'identificazione della forma sessuata degli agenti eziologici di un numero elevato di malattie delle piante. Nella maggior parte dei casi si potevano per lo più individuare, oltre al quadro sintomatologico, i caratteri morfologici del fungo fitopatogeno, quali le caratteristiche del micelio, la formazione di eventuali corpi fruttiferi (picnidi, acervuli, ecc.), le caratteristiche delle spore. Questo ha fatto sì che si generasse un taxon artificiale, quello dei Deuteromycota o Deuteromiceti o Funghi imperfetti, in cui sono compresi, appunto, anche gli Oidium. Il ricorso a mezzi di indagine più sofisticati e l'acquisizione di nuove conoscenze hanno permesso l'individuazione delle "forme perfette" che, nella maggior parte dei Deuteromiceti, sono ascrivibili alla divisione degli Ascomycota.
In realtà si è scoperto che, in molti casi, alle affinità morfologiche e sintomatologiche non corrisponde necessariamente un'affinità sistematica, per cui agenti eziologici di malattie simili appartengono spesso a categorie sistematiche distanti, pur avendo affinità nella forma imperfetta. Nel caso degli Oidium si è invece riscontrata una spiccata convergenza sistematica in quanto tutte le forme imperfette di questo tipo sono attribuibili a specie della famiglia delle Erysiphaceae.
Il livello di specificità della relazione patogeno-ospite, nell'ambito delle Erysiphaceae varia: oltre a specie polifaghe, che possono attaccare decine o centinaia di specie botaniche anche tassonomicamente distanti, si riscontrano soprattutto specie polifaghe o oligofaghe che attaccano piante della stessa famiglia o dello stesso genere o, addirittura, specie monofaghe che attaccano solo piante di un'unica specie. Nella tabella seguente è riassunto un quadro degli agenti del mal bianco a carico di piante di interesse agrario.
| Agente eziologico       | Forma imperfetta | Patologia                                  | Ospiti principali                                            | Ospiti occasionali                                           |
| ----------------------- | ---------------- | ------------------------------------------ | ------------------------------------------------------------ | ------------------------------------------------------------ |
| Erysiphe betae          | Oidium sp.       | Mal bianco della bietola                   | Chenopodiaceae (es. bietola, spinacio)                       | Chenopodiaceae (es. bietola, spinacio)                       |
| Erysiphe cichoracearum  | Oidium sp.       | Mal bianco                                 | Cichorium (radicchio, cicoria, indivia)                      | lattuga, Cucurbitaceae                                       |
| Erysiphe cruciferarum   | Oidium sp.       | Mal bianco                                 | Cruciferae                                                   |                                                              |
| Blumeria graminis       | O. monilioides   | Mal bianco dei cereali                     | frumento, orzo                                               | altri cereali autunno-vernini                                |
| Erysiphe heraclei       | Oidium sp.       | Mal bianco delle ombrellifere              | Apiaceae (es. carota, sedano, prezzemolo, finocchio)         | Apiaceae (es. carota, sedano, prezzemolo, finocchio)         |
| Erysiphe pisi           | Oidium sp.       | Mal bianco                                 | pisello                                                      |                                                              |
| Erysiphe polygoni       | Oidium sp.       | Mal bianco                                 | Polygonaceae (es. grano saraceno, rabarbaro)                 | Polygonaceae (es. grano saraceno, rabarbaro)                 |
| Leveillula taurica      | Oidiopsis sp.    | Mal bianco del carciofo e del pomodoro     | Cynara scolymus e Solanum lycopersicum                       | Capsicum annuum                                              |
| Microsphaera evonymi    | Ovulariopsis sp. | Mal bianco dell'evonimo                    | evonimo                                                      |                                                              |
| Microsphaera quercina   | Oidium sp.       | Mal bianco delle querce                    | Quercus sp.                                                  |                                                              |
| Phyllactinia guttata    | Ovulariopsis sp. | Mal bianco del nocciolo                    | nocciolo                                                     |                                                              |
| Erysiphe corylacearum   | Oidium sp.       | Nuovo mal bianco del nocciolo- Oidio Turco | nocciolo                                                     |                                                              |
| Podosphaera leucotricha | O. farinosum     | Mal bianco del melo                        | melo, cotogno                                                | raramente pero                                               |
| Sphaerotheca fuliginea  |                  | Mal bianco delle cucurbitacee              | Cucurbitaceae (zucche e zucchino, melone, cetriolo, anguria) | Cucurbitaceae (zucche e zucchino, melone, cetriolo, anguria) |
| Sphaerotheca pannosa    | O. leucoconium   | Mal bianco del pesco e della rosa          | pesco, rosa                                                  |                                                              |
| Uncinula necator        | O. tuckeri       | Mal bianco della vite                      | vite                                                         |                                                              |

Un cenno particolare va fatto alla specie Erysiphe polygoni. In passato a questa specie era stata attribuita una notevole polifagia, con la segnalazione di oltre 350 piante ospiti, prevalentemente incluse fra le Chenopodiaceae, le Polygonaceae, le Apiaceae e le Fabaceae. Attualmente si distinguono differenti specie, un tempo attribuite a E. polygoni, mentre quest'ultima è associata strettamente alle Polygonaceae. Ad E. polygoni erano attribuiti, in passato, le eziologie relative a E. heraclei, E. betae e E. pisi.